# 坦普尔·谢瓦利尔

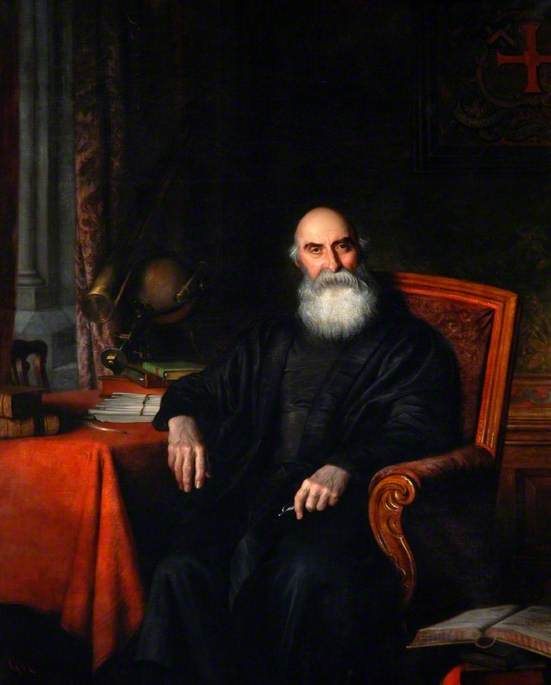
达勒姆城堡大厅中的坦普尔·谢瓦利尔牧师（1811-1890）画像

坦普尔·谢瓦利尔（英語：Temple Chevallier；1794年10月19日—1873年11月4日）是一位英国牧师、天文学家暨数学家，曾在1847年至1849年间，对太阳黑子作过重要的观察。 
谢瓦利尔被称为“非凡的维多利亚博学者”（最近的1994年）。他不仅写过很多关于天文学和物理学论文，还翻译出版了克莱曼特、坡旅甲、依纳爵等使徒教父的著作。

## 生活
1794年10月19日，谢瓦利尔出生在萨福克郡的巴丁汉姆（Badingham），曾就读于剑桥大学彭布罗克学院，1818被任命为牧师，一年后成为彭布罗克学院的一名教师。1820年在凯瑟琳学堂（剑桥大学圣凯瑟琳学院）任研究员和助教，从1862年起至1827年担任胡新（Hulsean）教席神学讲师。
1835年，他发表了《天文学研究中获得的神力和智慧的证明》讲演。
同年，谢瓦利尔应邀成为新成立的杜伦大学天文学教授。1841年-1871年杜伦大学设立了一个数学和天文教席，而谢瓦利尔就是拥有这一职位之人。1835年-1871年他曾担任希伯来语讲师、教务主任（1835年-1865年），从1834年至1835年，还协助神学讲座发表讲演。
谢瓦利尔在1839年杜伦大学天文台创建过程中起过重要作用，曾担任该天文台台长30年。在那里，他对木星的卫星和日常气象进行过大量的重要观测。此外，从1835年起，他就为达拉谟郡埃什（Esh）的终身教区牧师，他在那里创办了一所乡村小学并修复了教堂 。
1871年中风后，他辞去了所有学术职务。1873年11月4日，他在伦敦哈罗.威尔德区（Harrow Weald）去世，享年79岁。

## 家庭
1825年，谢瓦利尔与一名美国保皇派（美国独立战争期间对英国王室效忠的殖民者）的女儿-凯瑟琳·惠尔赖特（Catherine Wheelwright）结婚，她后来在1858年去世。谢瓦利尔有三个孩子：凯瑟琳·坦普尔（Catherine Temple）、艾丽西娅·坦普尔（Alicia Temple）和坦普尔（幼年时就夭折）。

## 遗产
- 谢瓦利尔是英国首位连续定期观察太阳黑子的天文学家。
- 查普尔九坛礼拜堂（达勒姆）中的塑像和达勒姆城堡（杜伦大学学院）大厅中的画像显示他是一位高大威严，留有浓密胡须的男人。
- 月球上的谢瓦利尔环形山就是以他的名字命名。

## 备注
1. ↑  . . University of Cambridge.
2. 1 2 3 4 5  Hunt 1887.

Attribution:
 本條目是從已進入公有領域的出版品所整合而來：Hunt, Robert. . Stephen, Leslie  (编).  10. London: Smith, Elder & Co. 1887. 

## 延伸阅读
- . 利物普大学. 1999年11月16日  [2017年10月27日]. （原始内容存档于2012年12月22日）.
- Kenworthy, J.M., 1994, 《杜伦大学天文台气象记录》, 《天文台与气候研究》,不定期出版, no. 29, 杜伦大学地理系.
- Kenworth, J.M. and Lowes, M.D., 1993,《谢瓦利尔的家庭: 他们对英国东北部气象的贡献》 《天气》, 48 (2), 51-6.
- Clive Hodges: 《科博尔德与金: 来自东盎格鲁家庭生活的故事》(伍德布里奇, 博伊德尔出版社, 2014年) ISBN 9781843839545